# Mark Romanek
Mark Romanek (ur. 18 września 1959 w Chicago) – amerykański reżyser tworzący filmy pełnometrażowe, teledyski, reklamy i sztuki teatralne.

## Filmy pełnometrażowe
- 1985: Static
- 2002: One Hour Photo
- 2008: The Wolf Man
- 2008: A Cold Case
- 2010: Nie opuszczaj mnie (Never Let Me Go)

## Teledyski

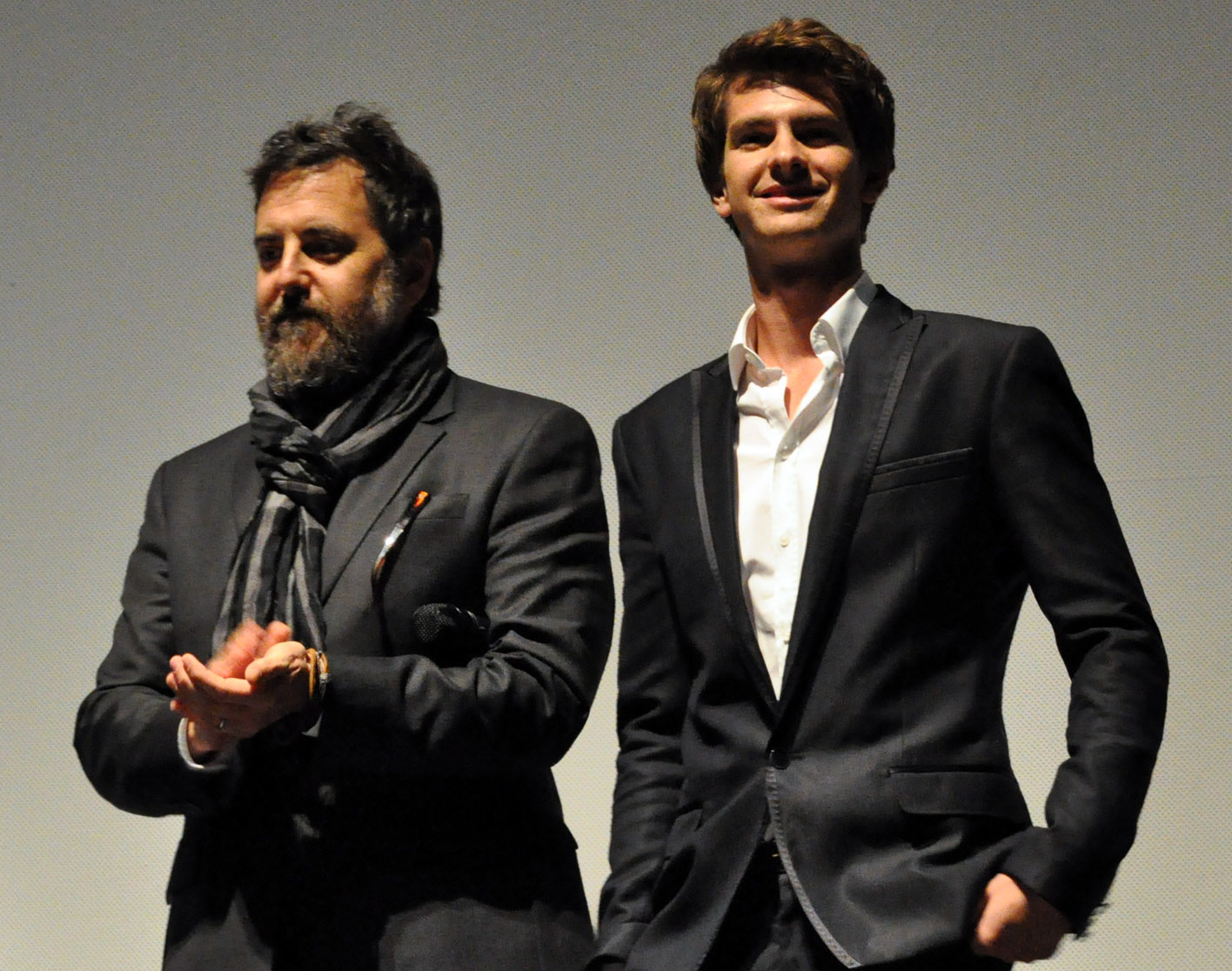
Mark Romanek i Andrew Garfield na pokazie filmu Never Let Me Go na Toronto International Film Festival (2010)

- „Sweet Bird of Truth”, The The (1986)
- „You Don't Have To Worry”, En Vogue (1990)
- „Wicked As It Seems”, Keith Richards (1992)
- „Constant Craving”, k.d. lang (1992)
- „Free Your Mind”, En Vogue (1992)
- „Are You Gonna Go My Way”, Lenny Kravitz (1993)
- „Jump They Say”, David Bowie (1993)
- „Black Tie White Noise”, David Bowie (1993)
- „Rain”, Madonna (1993)
- „Is There Any Love In Your Heart”, Lenny Kravitz (1993)
- „Closer”, Nine Inch Nails (1994)
- „Cold Beverage”, G. Love & Special Sauce (1994)
- „Bedtime Story”, Madonna (1995)
- „Strange Currencies”, R.E.M. (1995)
- „Scream/Childhood|Scream”, Michael Jackson & Janet Jackson (1995)
- „Little Trouble Girl”, Sonic Youth (1996)
- „Novocaine for the Soul”, Eels (1996)
- „El Scorcho”, Weezer (1996)
- „Devil's Haircut”, Beck (1996)
- „The Perfect Drug”, Nine Inch Nails (1997)
- „Criminal”, Fiona Apple (1997)
- „Got 'Til It's Gone”, Janet Jackson (1997)
- „If You Can't Say No”, Lenny Kravitz (1998)
- „Do Something”, Macy Gray (1999)
- „I Try" (druga wersja), Macy Gray (1999)
- „Sleepwalker”, The Wallflowers (2000)
- „God Gave Me Everything”, Mick Jagger (2001)
- „Hella Good”, No Doubt (2002)
- „Cochise”, Audioslave (2002)
- „Hurt”, Johnny Cash (2002)
- „Can’t Stop”, Red Hot Chili Peppers (2003)
- „Faint”, Linkin Park (2003)
- „99 Problems”, Jay-Z (2004)
- „Speed of Sound”, Coldplay (2005)
- „Invisible”, U2 (2014)
- „Shake it Off”, Taylor Swift (2014)
- "Can't Stop The Feeling", Justin Timberlake (2016)
- "Rescue me", 30 Seconds to Mars (2018)